# Tres Esteles de Set
Les Tres Esteles de Set és el cinquè i últim llibre del Còdex VII dels Manuscrits de Nag Hammadi. És un text gnòstic inclòs entre els apòcrifs del Nou Testament escrit en llengua copta cap al segle iii, però traduït d'un text grec més antic. El nom fa referència a Set, un dels fills d'Adam i Eva.
El llibre explica la revelació a Dositeu, un samarità fundador d'una secta gnòstica, del contingut de tres esteles (unes pedres especialment creades per a escriure aquest text). Són, en essència, tres himnes escrits per a adorar a un ésser abstracte, Barbelo, que seria un arquetip de Set ("Emmakha Seth") i del seu pare Adam (o "Geradamas"). Aquestes esteles haurien estat escrites pel mateix "Emmakha Seth", fundador de la filosofia gnòstica, i per aquest motiu el text és considerat pseudo-epigràfic (que atribueix uns escrit a un personatge del passat).
Els himnes pressuposen que el lector està familiaritzat amb els coneixements místics dels gnòstics setians, tal com s'expliquen al manuscrit anomenat Zostrià i a l'Evangeli apòcrif de Joan. Les Tres Esteles contenen un total de set himnes, i van acompanyats d'instruccions per al seu ús. L'última secció del text descriu l'ascens místic de l'ànima al Pleroma
El conegut historiador del segle primer, Flavi Josep, menciona en les seves Antiguitats una història on Set, fill d'Adam, va deixar unes tauletes de pedra inscrites amb informació esotèrica dirigides a la seva futura descendència. Una història semblant es repeteix a l'Evangeli Copte dels Egipcis, i també a l'Apocalipsi d'Adam. Les Tres Esteles de Set podrien ser un intent d'un autor desconegut d'honrar o verificar aquesta tradició.